# Partito Comunista Unificato della Georgia
Il Partito Comunista Unificato di Georgia (in georgiano: საქართველოს ერთიანი კომუნისტური პარტია, Sakartvelos Ertiani K'omunist'uri P'art'ia) è un partito politico georgiano fondato nel 1994 dalla trasformazione del Partito Comunista della Georgia.

## Storia
La Georgia fu incorporata all'Unione Sovietica, come Repubblica Socialista Sovietica Georgiana dopo il 25 febbraio 1921, quando l'Armata Rossa entrò nella capitale Tbilisi e instaurando un governo guidato dal comunista bolscevico georgiano Filipp Makharadze. Dopo l'agosto 1924 la Georgia fece parte della Repubblica Socialista Federativa Sovietica Transcaucasica fino al 1936. Durante il suo periodo come Repubblica socialista sovietica a sé stante, il paese venne governato dal Primo segretario del Partito Comunista di Georgia, tra cui Samson Mamulia, Lavrentij Pavlovič Berija, Kandid Čarkviani, Vasilij Pavlovič Mžavanadze e Eduard Shevardnadze.